# Ле-Трюэль
Ле-Трюэ́ль (фр. Le Truel, окс. Lo Truèlh) — коммуна во Франции, находится в регионе Окситания. Департамент — Аверон. Входит в состав кантона Сен-Ром-де-Тарн. Округ коммуны — Мийо.
Код INSEE коммуны — 12284.
Коммуна расположена приблизительно в 540 км к югу от Парижа, в 120 км северо-восточнее Тулузы, в 37 км к юго-востоку от Родеза.

## Население
Население коммуны на 2008 год составляло 345 человек.
| 1962 | 1968 | 1975 | 1982 | 1990 | 1999 | 2008 |
| ---- | ---- | ---- | ---- | ---- | ---- | ---- |
| 349  | 473  | 418  | 445  | 384  | 369  | 345  |

## Администрация
| Период | Период | Фамилия        | Партия | Примечания |
| ------ | ------ | -------------- | ------ | ---------- |
| 2001   | 2013   | Амеде Жан      |        |            |
| 2013   |        | Даниэль Орьоль |        |            |

## Экономика
В 2007 году среди 185 человек в трудоспособном возрасте (15—64 лет) 121 были экономически активными, 64 — неактивными (показатель активности — 65,4 %, в 1999 году было 64,0 %). Из 121 активных работали 112 человек (67 мужчин и 45 женщин), безработных было 9 (1 мужчина и 8 женщин). Среди 64 неактивных 16 человек были учениками или студентами, 33 — пенсионерами, 15 были неактивными по другим причинам.

## Фотогалерея

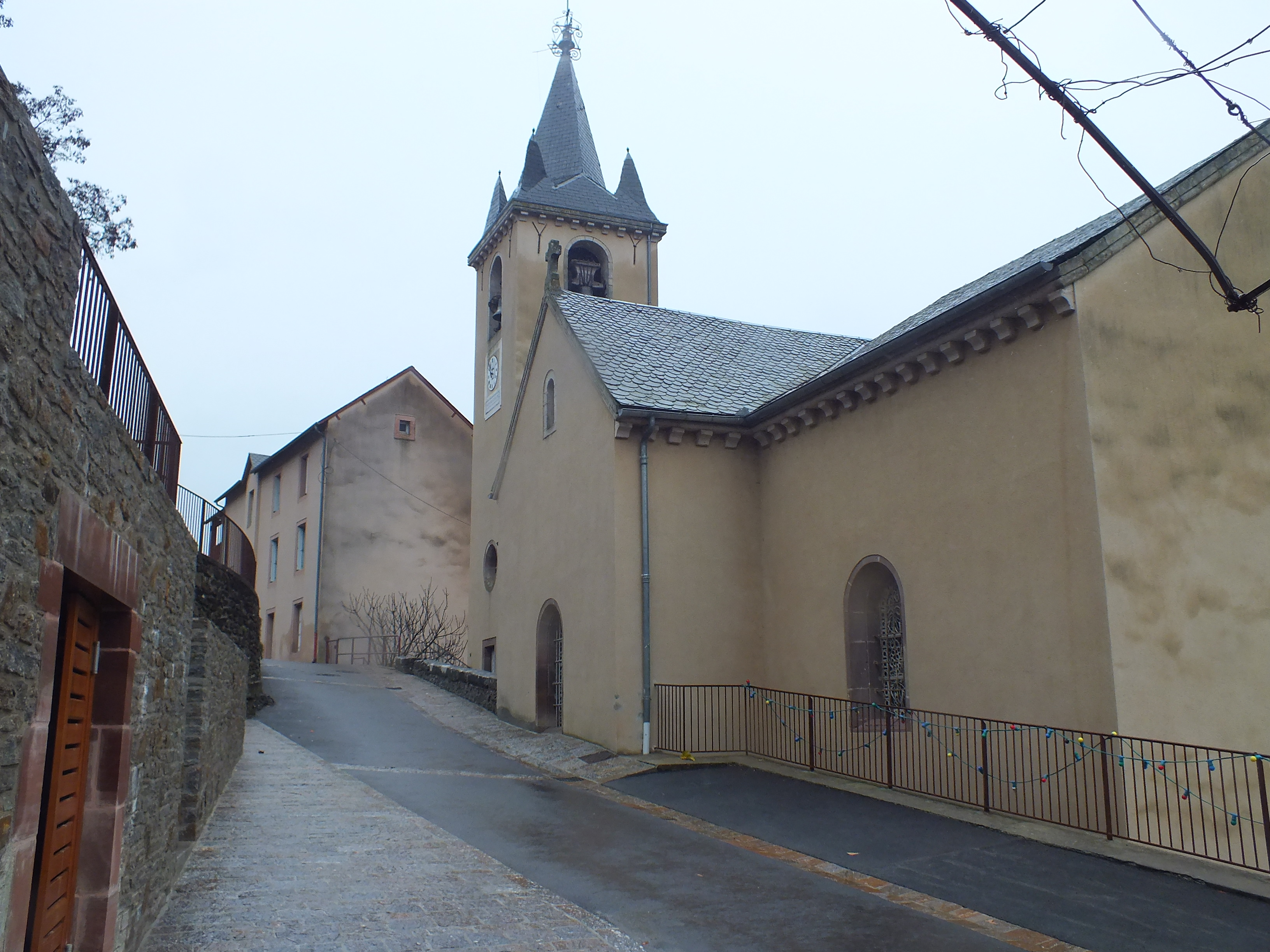
Церковь
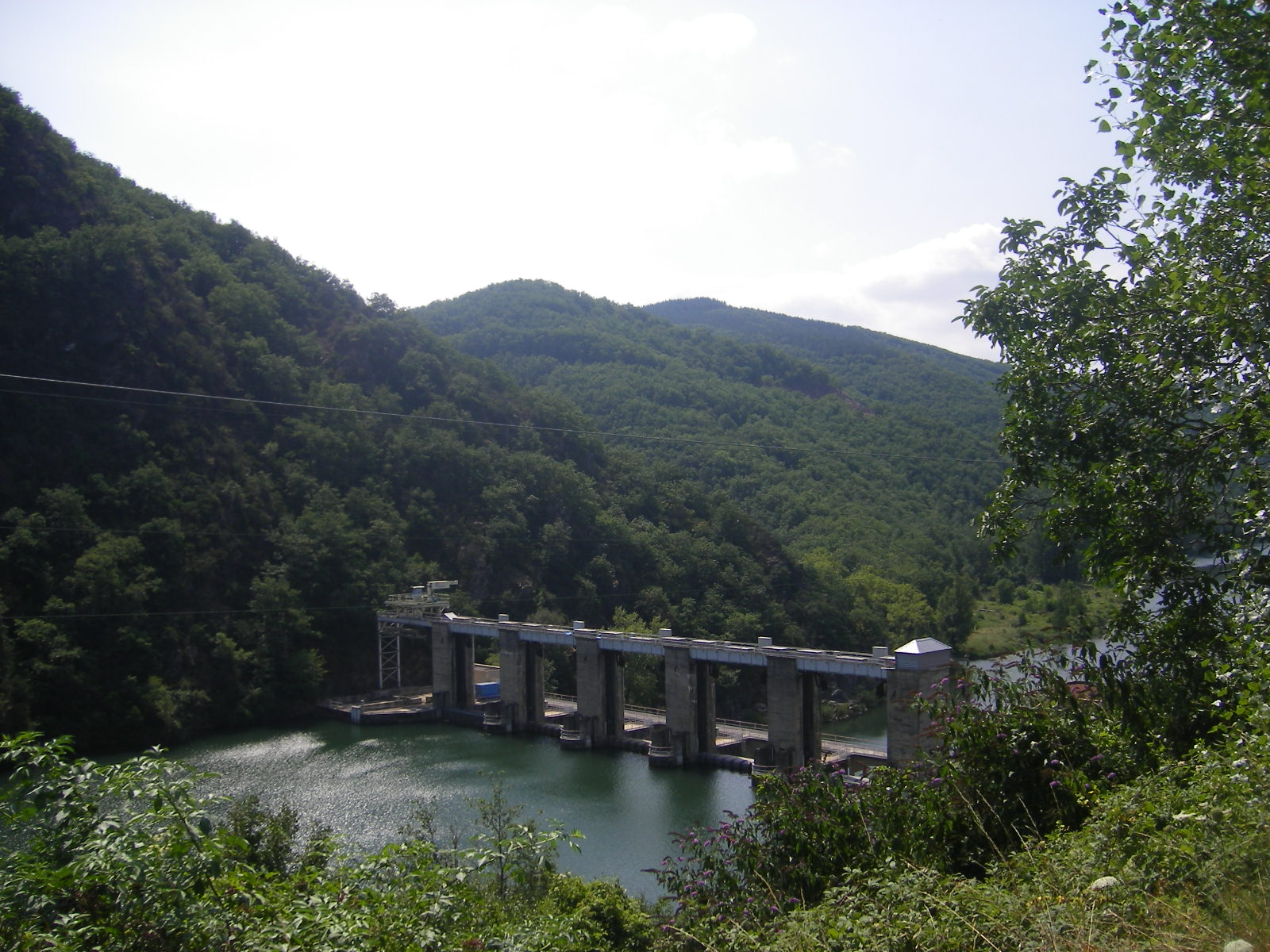
Плотина
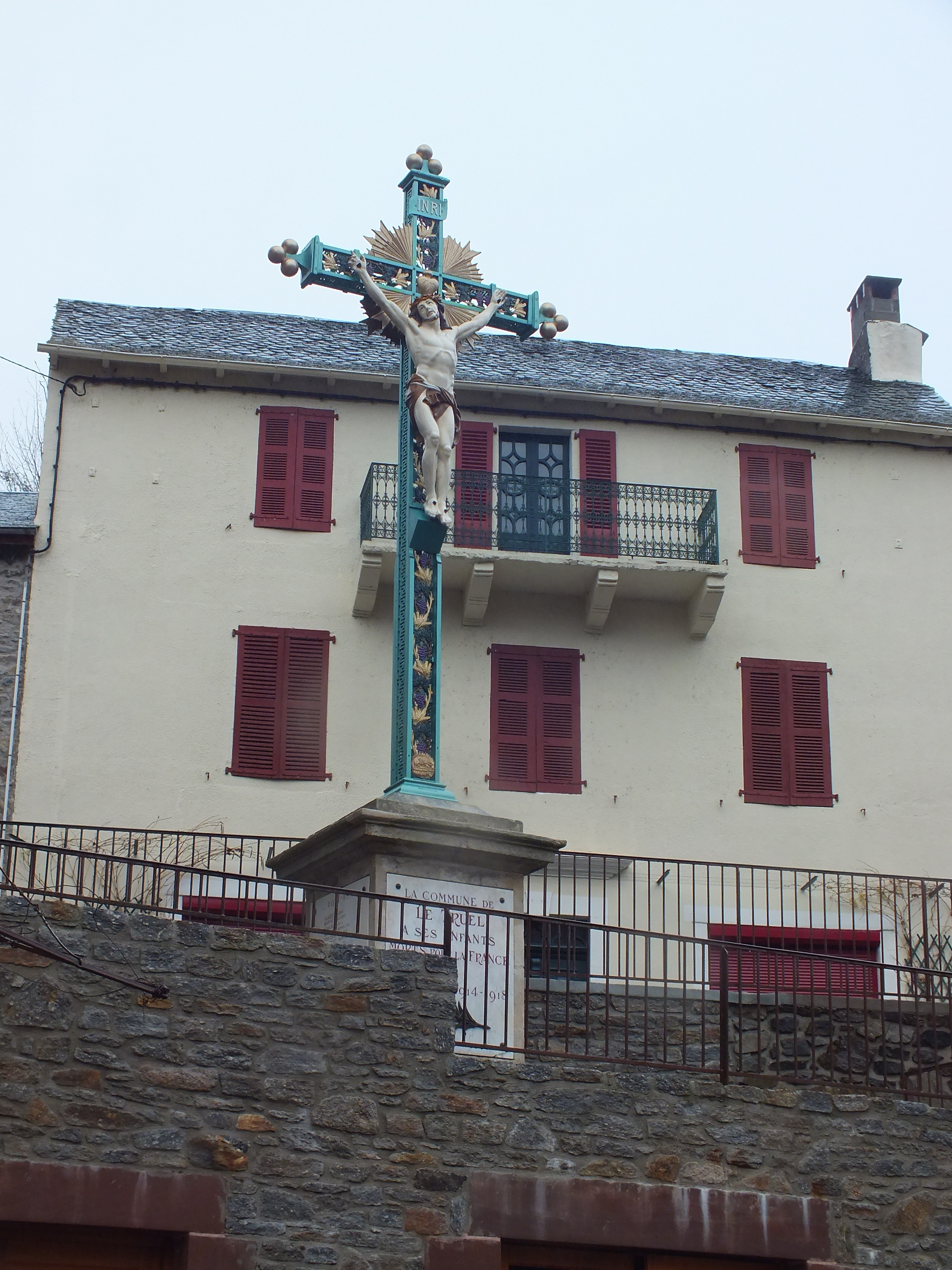
Крест
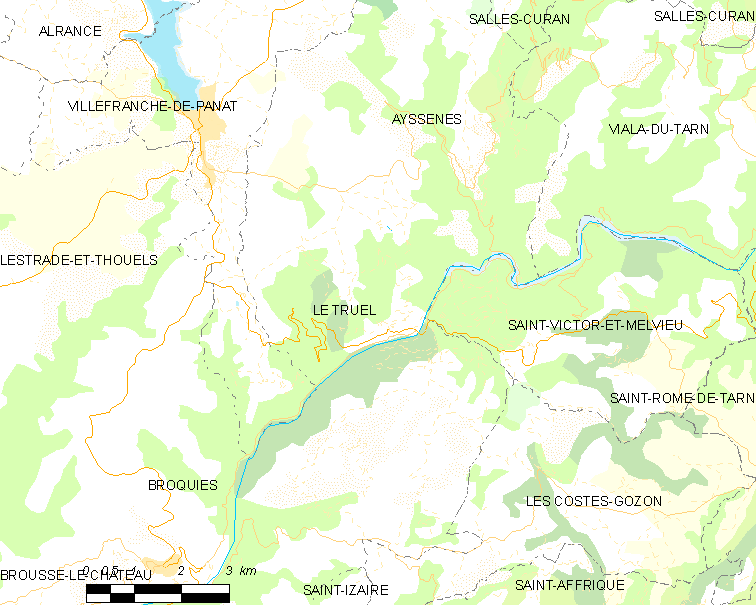
Карта коммуны